# Marcus Eli Ravage
Pour les articles homonymes, voir Ravage.
Marcus Eli Ravage (né le 25 juin 1884 à Bârlad, Roumanie, et mort le 6 octobre 1965 à Grasse en France) était un écrivain juif américain immigrant qui a écrit de nombreux livres et articles sur l'immigration en Amérique et en Europe durant l'entre-deux-guerres. Mieux connu pour son livre autobiographique An American in the Making (1917), il est également connu pour son article satirique de 1928, A Real Case Against the Jews (« Un vrai procès contre les Juifs »), que le ministère de la propagande nazie a utilisé comme preuve que le monde est dominé par des conspirateurs juifs. Il a également été biographe de la famille Rothschild ainsi que de la seconde épouse de Napoléon, Marie-Louise d'Autriche.
Ses articles A Real Case Against the Jews et Commissary to the Gentiles, publiés dans les numéros de janvier et février 1928 du Century Magazine, ont apparemment été traduits en « aveu dévastateur » pour la première fois dans le Czernowitz Allgemeine Zeitung du 2 septembre 1933. Il a ensuite été retraduit comme A voice in the wilderness; Jewish rabbi on Hitler's anti-Semitism par Right Cause à Chicago.